# Strada statale 16 ter Adriatica
La ex strada statale 16 ter Adriatica (SS 16 ter), ora strada provinciale 161 Adriatica (SP 161) in provincia di Campobasso e strada provinciale 142 Serracapriola - San Paolo Civitate - San Severo (SP 142) in provincia di Foggia, è una strada provinciale italiana di collegamento di alcuni paesi dell'Appenino tra Molise e Puglia, alla principale viabilità Adriatica (SS 16).

## Storia
La strada statale 16 ter Adriatica venne istituita nel 1976 con i seguenti capisaldi di itinerario: "Innesto SS 16 presso Campomarino - Serracapriola - Innesto SS 16 presso San Severo" e una lunghezza di 48,985 chilometri.
Nel 1999 il decreto legislativo n. 461 non inserì la strada nella rete di interesse nazionale e pertanto, secondo quanto prescritto dal decreto legislativo 31 marzo 1998, n. 112, essa venne trasferita al demanio delle regioni interessate, ovvero Molise e Puglia, che ne hanno devoluto le competenze alle rispettive provincie di Campobasso e Foggia. La declassificazione venne confermata da un successivo decreto del 2001.

## Percorso
La strada ha origine dalla SS 16 nel territorio comunale di Campomarino, poco prima del ponte sul Biferno. Distaccandosi dalla costa, inizia l'ascesa fino al centro abitato di Campomarino, dirigendosi poi verso sud-est in un paesaggio collinare.
Dopo l'attraversamento del torrente Saccione, che segna il confine con la Puglia, il tracciato diventa più tortuoso e accidentato, con continue salite fino a Serracapriola, dove c'è l'innesto della ex SS 376, da cui prosegue con un tratto in discesa fino al fiume Fortore, seguito da un'ulteriore ascesa fino a San Paolo di Civitate. Da qui un lungo rettilineo conduce a San Severo, dove la strada termina innestandosi nuovamente sulla SS 16.